# Uley
Uley is een civil parish in het bestuurlijke gebied Stroud, in het Engelse graafschap Gloucestershire met 1151 inwoners.

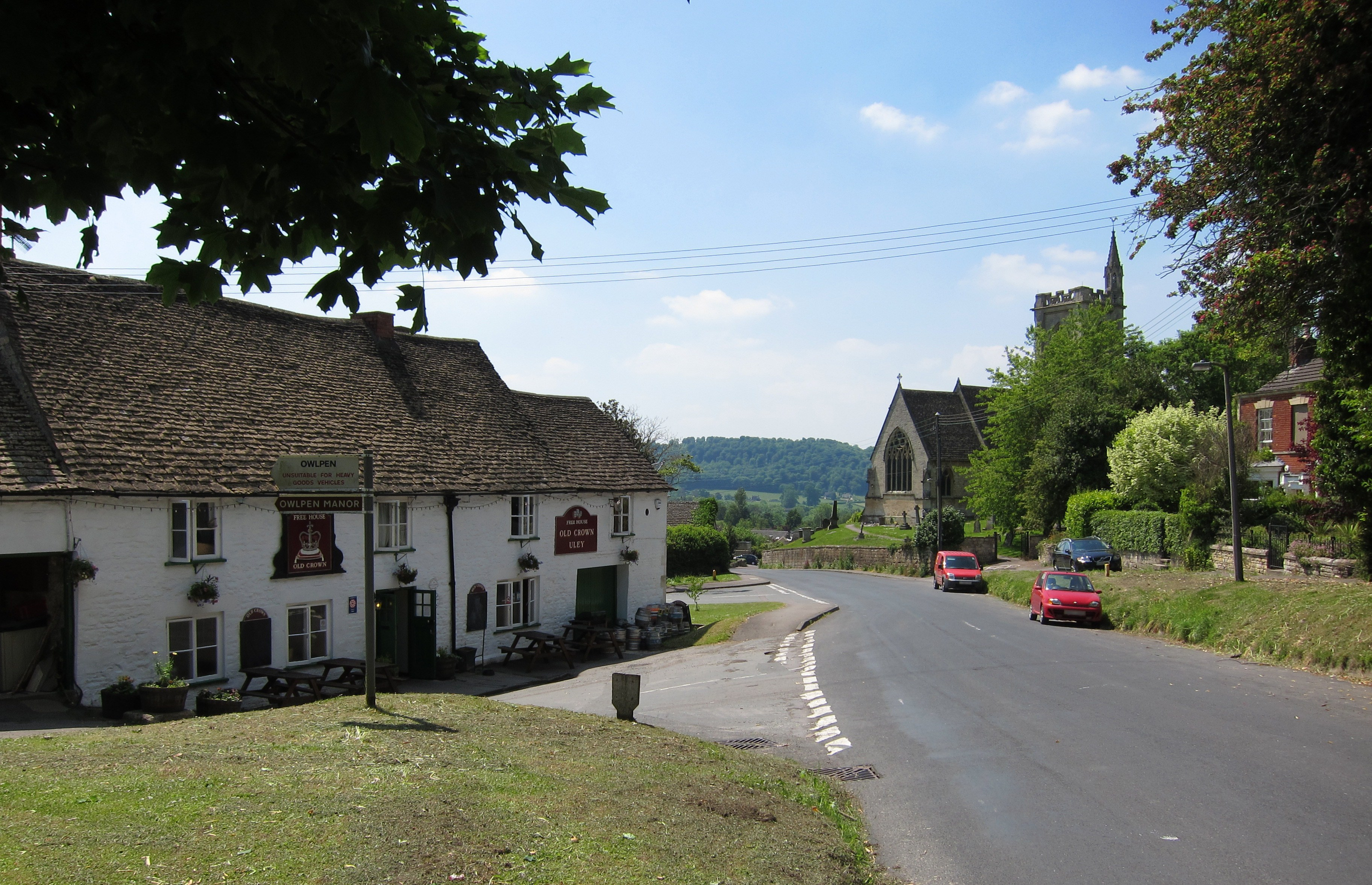
The Old Crown
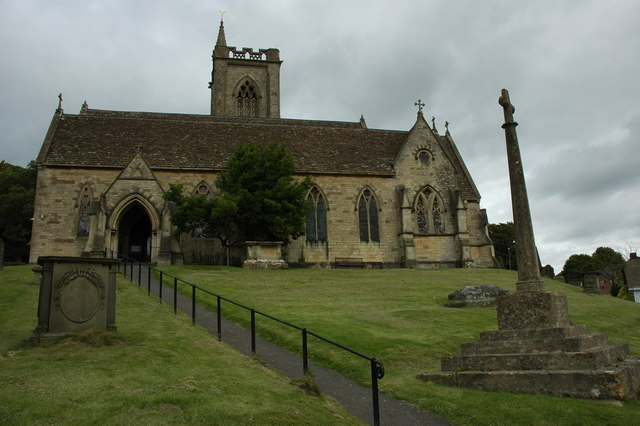
Kerk van Uley